# Menhir de Saint-Cava
Le menhir de Saint-Cava, surnommé Men Ozac'h, est un menhir situé dans l'anse de saint-Cava à Plouguerneau, dans le département du Finistère en France. C'est un témoin de la transgression marine  intervenue depuis le Néolithique.

## Historique
La première description connue est celle donnée par le commandant Alfred Devoir au début du XXe siècle sous le nom de menhir de Lilia. En 1981, le menhir avait été enlevé pour être réutilisé dans un enrochement mais grâce à l'intervention de la mairie il fut réimplanté approximativement à son emplacement d'origine.

## Description
Le menhir est un bloc de granite local mesurant 1,90 m de haut pour1,10 m au plus large et0,90 m d'épaisseur. 
Il se dresse à environ 250 m du rivage sur un estran limoneux à 6,50 m en dessous du niveau des plus hautes marées. Il témoigne de la transgression marine  intervenue depuis le Néolithique. Puisque son implantation n'a pu être réalisée qu'à pied sec, celle-ci date au minimum du début du Ve millénaire av. J.-C.. 
Alfred Devoir crut reconnaître à proximité du menhir, à l'est-nord-est, plusieurs blocs disposés en forme de deux enceintes concentriques. Le secteur n'étant accessible que lors des très grands coefficients de marée, cette assertion n'a jamais pu être confirmée depuis.

## Folklore
Sa forme, vaguement anthropomorphe, recouverte d'algues, lui a valu son surnom de Men Ozac'h, la pierre du patriarche.